# Torre delle Saline (Stintino)
La torre delle Saline è una torre che fa parte del complesso di strutture fortificate che, dall'alto medioevo sino alla metà del XIX secolo, hanno costituito il sistema difensivo, di avvistamento e comunicazione delle coste della Sardegna. Appartenente alla categoria delle torri de armas, di difesa pesante, era all'epoca anche un importante presidio per le antiche tonnare e le saline, presenti sin dal 1200 d.C., che vi erano nelle immediate vicinanze. È in contato visivo con le torri di Porto Torres, Trabucado e di capo Falcone.

## Descrizione
La torre è situata sulla riva del mare, all'estremità nord dell'omonima spiaggia, è a due piani ed è costruita con pietra del luogo, scisto. Ha forma conica, un'altezza di 12,5 m e un diametro di 11,80 m; lo spessore del muro è di due metri. Il boccaporto, per motivi di sicurezza, è collocato a quattro metri di altezza dal suolo e, come nella gran parte delle torri costiere della Sardegna, l'accesso al fortilizio avveniva con l'ausilio di scale in corda o a pioli che in caso di pericolo potevano essere ritratte con rapidità.
Il primo piano è un camerone a prova di bomba di 7,30 metri di diametro con al centro un largo pilastro che sorregge il solaio, una volta a forma di fungo. Tre troniere disposte a raggiera facilitavano l'aerazione dell'ambiente e permettevano un certo controllo dell'area circostante. 

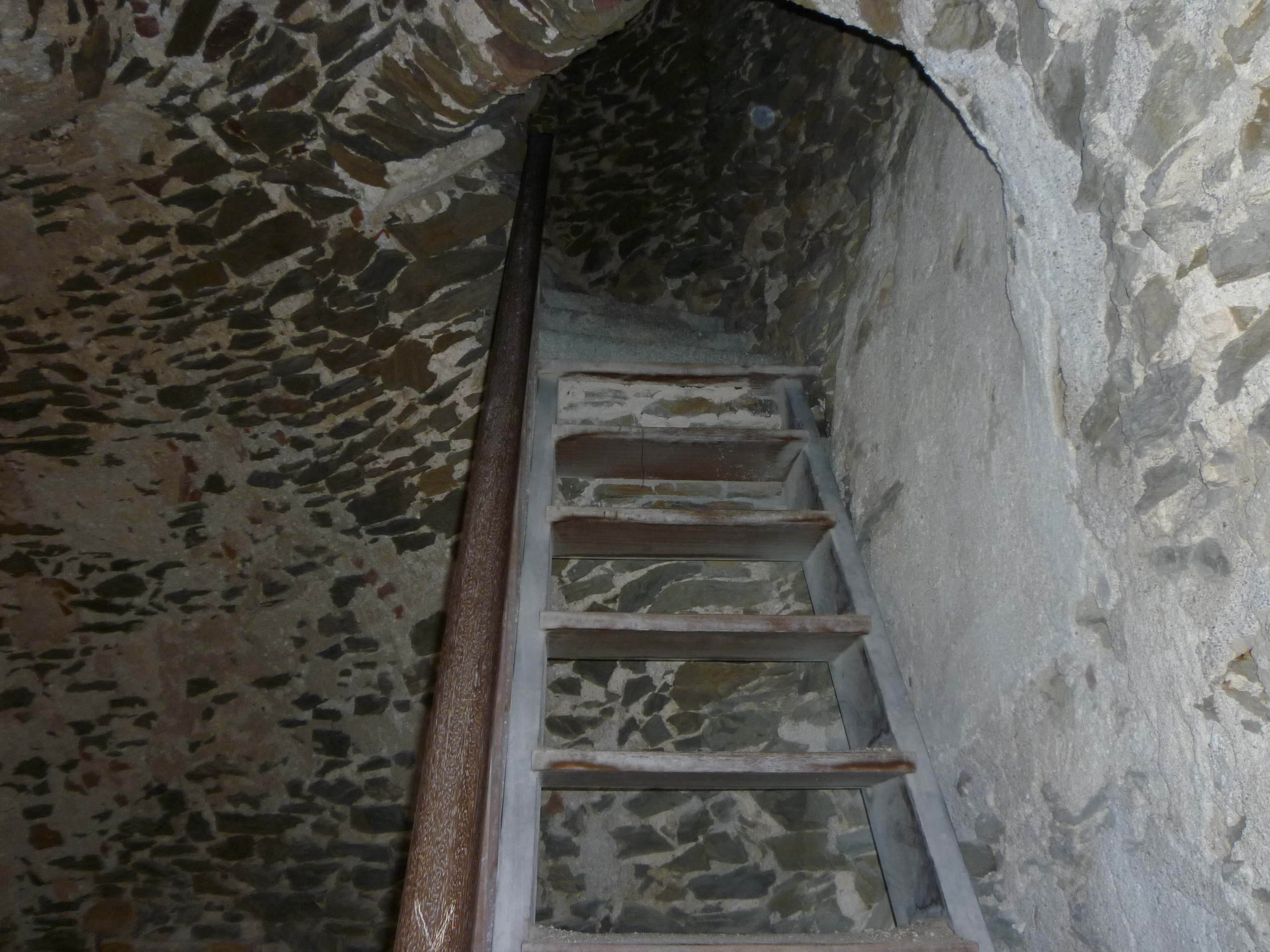

Attraverso una scala a pioli si accedeva al secondo piano, un vano con volta a cupola anch'esso con pilastro centrale, mentre l'accesso alla piazza d'armi avviene grazie ad una stretta scala ricavata all'interno del muro perimetrale che termina con un boccaporto, in origine probabilmente sormontato da una garitta in muratura a protezione dagli agenti atmosferici. Presumibilmente sopra la terrazza era presente la cosiddetta "mezzaluna", una struttura leggera dalla forma di semicerchio fatta di coppi e canne, che poggiava sul parapetto, realizzata allo scopo di dare riparo ai soldati e alle munizioni. Durante un restauro il solaio della terrazza è stato demolito e rifatto in maniera diversa dall'originale.
La torre delle Saline era classificata come torre gagliarda (de armas) cioè di difesa pesante e pertanto poteva vantare una guarnigione formata da un alcaide, che era il comandante, e cinque o sei militari tra artiglieri e soldati. Essi avevano a disposizione un armamento composto da due cannoni calibro 2x4, tre spingarde e cinque fucili.
Dalla Relaçion de todas las costas maritimas de lo Reyno de Cerdeñadel stilata su incarico di Filippo II re di Spagna dal castellano e capitano (podestà) di Iglesias Marco Antonio Camos, la torre risulta edificata nel 1572.

## Tutela
La torre e l'area circostante sono sottoposte ai vincoli previsti dal codice dei beni culturali e del paesaggio, emanato con il decreto legislativo del 22 gennaio 2004 n. 42 ai sensi dell'articolo 10 della legge 6 luglio 2002, n. 137 relativo alla delega per il riassetto e la codificazione in materia di beni culturali e ambientali, spettacolo, sport, proprietà letteraria e diritto d'autore.

## Galleria d'immagini

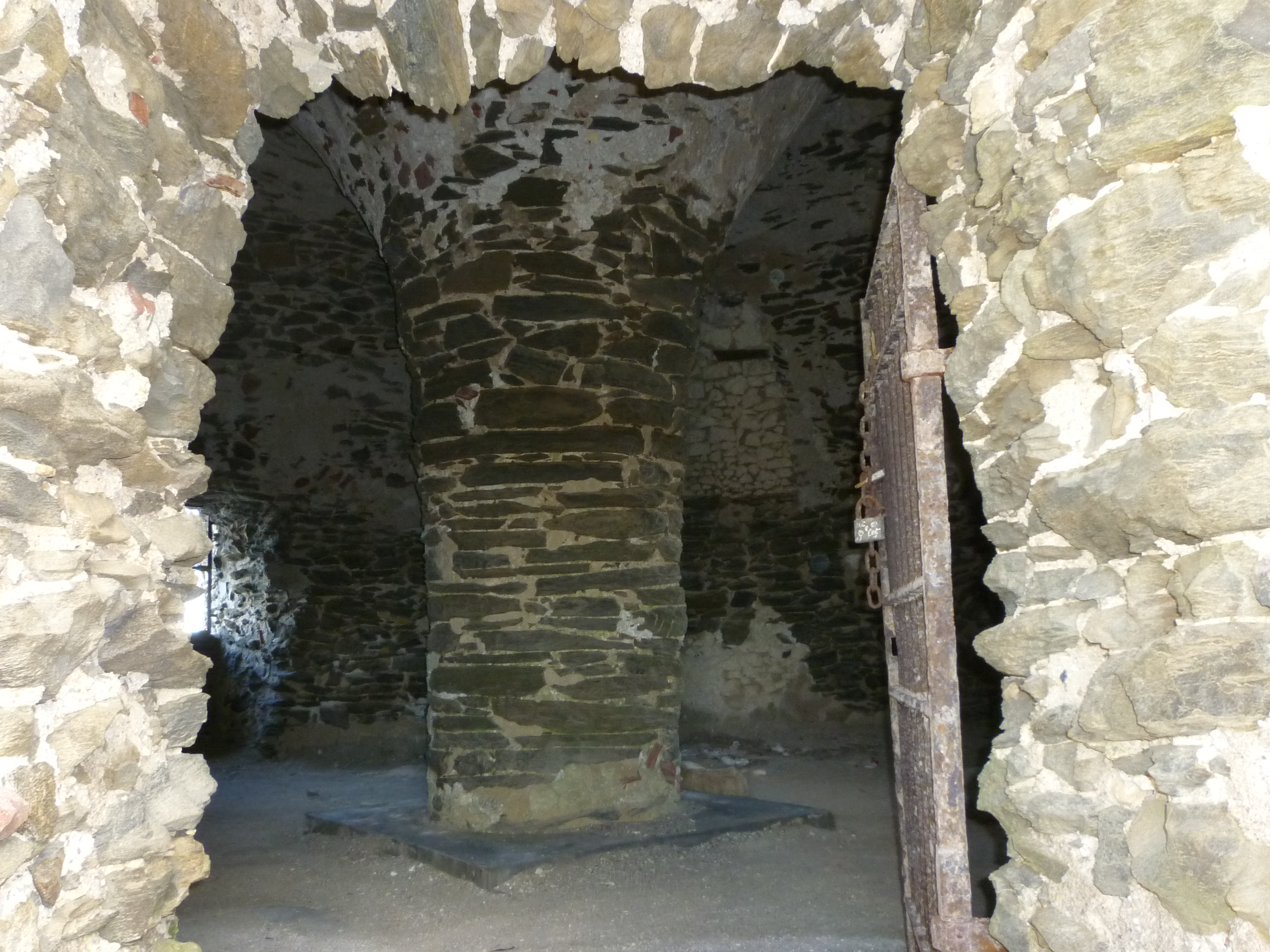
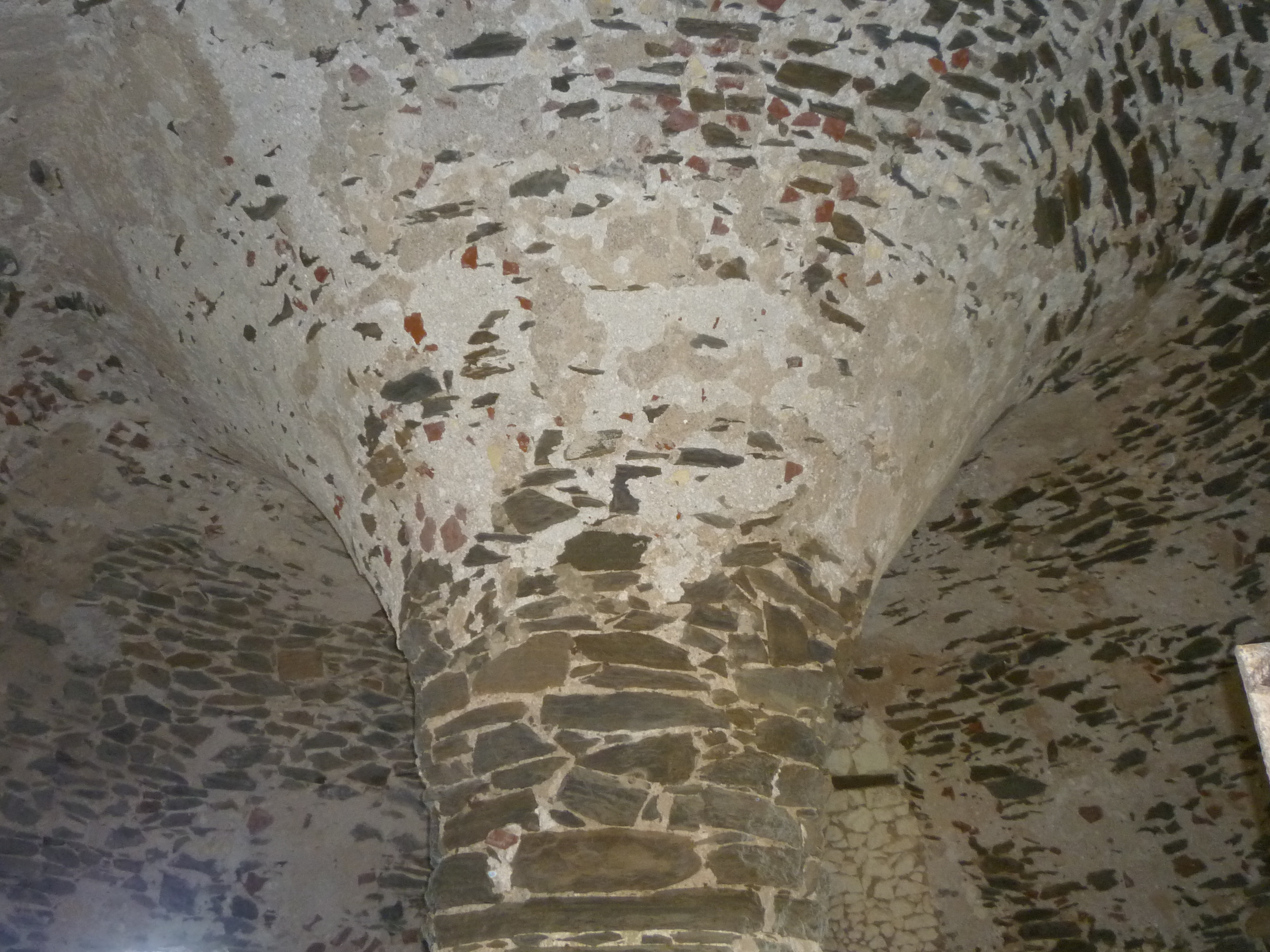
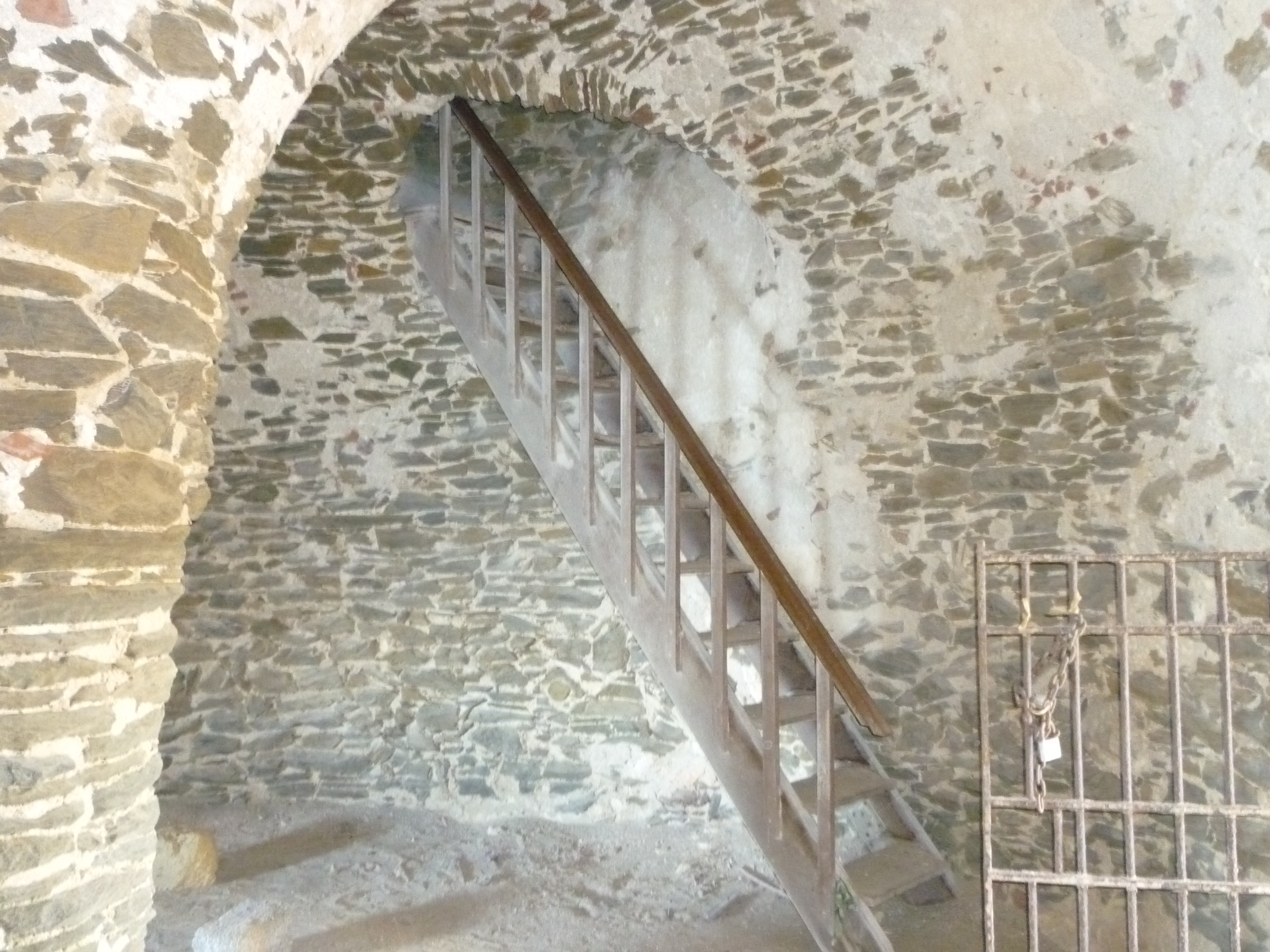
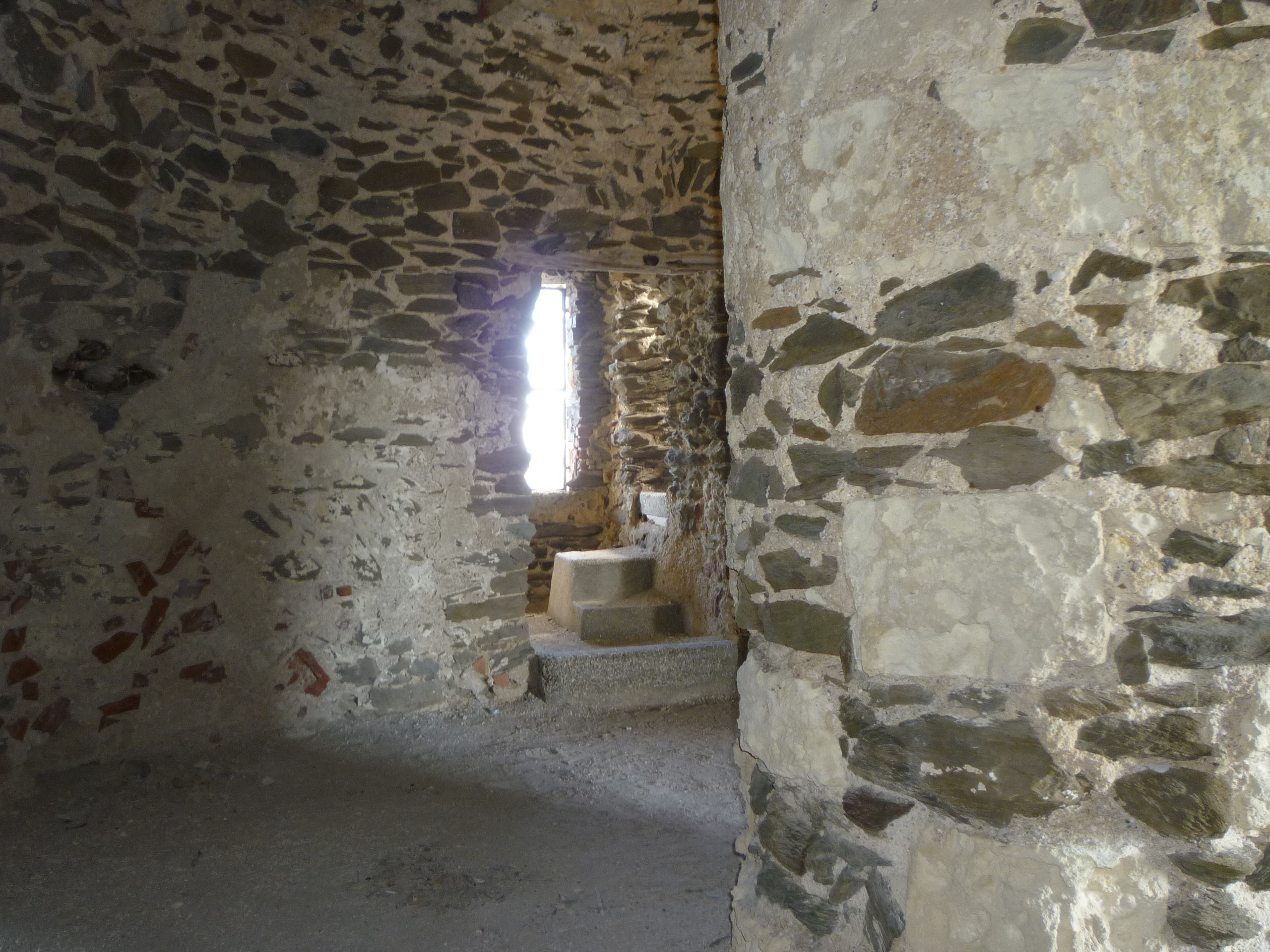